# 電磁気学の年表
電磁気学の年表（でんじきがくのねんひょう）は、物理学の一分野である電磁気学についての年表である。
- 1269年 - ペトロス・ペレグリヌスが、磁石に2つの極があることなど、磁石の性質についての著書を著わした。
- 1600年 - ウィリアム・ギルバートが、古来より摩擦電気現象が知られていた琥珀以外に、硫黄や樹脂、ガラスなどにも摩擦電気が発生することを確認。
- 1663年 - オットー・フォン・ゲーリケが、硫黄球を回転させて摩擦電気を作り出す摩擦起電機を発明。
- 1705年 - フランシス・ホークスビーが、摩擦起電機をガラス球を回転させるものに改良し、放電現象を観測。
- 1729年 - スティーヴン・グレイが、導体と不導体の区別を発見。これによって、電気は動くものであることが確認された。
- 1733年 - シャルル・フランソワ・デュ・フェが、金属にも摩擦電気が発生することを発見し、さらに電気はガラス電気（プラス）と樹脂電気（マイナス）の2種類があることを提唱。
- 1746年 - ピーテル・ファン・ミュッセンブルーク （Pieter van Musschenbroek）が、電気を蓄えるライデン瓶を発明。ゲーリケの摩擦起電機とともに、後の電気研究に貢献した。
- 1750年 - ベンジャミン・フランクリンが、電気は1種類で、物質ではない荷電流体であるという一流体説を提唱。
- 1752年 - フランクリンが、凧の実験から、雷が電気現象であることを証明。
- 1753年 - ジョン・キャントン（John Canton）が、帯電体に金属を近づけたときに発生する静電誘導を発見。
- 1767年 - ジョゼフ・プリーストリーが、電気的な逆二乗則を提案する。
- 1780年 - ルイージ・ガルヴァーニが、「動物電気」を発見し、動物の体内に電気があるのではないかという仮説を立てる（ガルヴァーニ電気）。
- 1785年 - シャルル・ド・クーロンが、2つの電荷間で作用する力は、距離の2乗に反比例するというクーロンの法則を発見。
- 1800年 - アレッサンドロ・ボルタが、電気は異種金属の接触によって発生することを発見。最初の電池（ボルタ電池）を作成。
- 1807年 - ハンフリー・デービーが、ボルタの発明した電池を電源としたアーク放電灯を完成。
- 1820年 - ハンス・クリスティアン・エルステッドが、電気を通した導線の近くに置いた磁針が振れる実験で、電流の磁気作用を発見。
- 1820年 - ジャン＝バティスト・ビオ／フェリックス・サバールが、導線の周辺に発生する磁界の大きさを計算するビオ・サバールの法則を発見。
- 1820年 - フランソワ・アラゴが、鉄心に巻きつけた導線に電流を流すと磁石になる電磁石の原理を発見。
- 1820年 - ジョセフ・ルイ・ゲイ＝リュサックが、電流を流した導線が1つの磁石になることを発見。
- 1820年 - アンドレ・マリー・アンペールが、電流を流した2本の導線が互いに反発・吸引する相互作用と、電流の方向に対して右ねじの回転方向に磁界が生じるというアンペールの法則を発見。
- 1821年 - マイケル・ファラデーが、電流を流した導線と磁石の間に相互作用があることを確認。
- 1822年 - トーマス・ゼーベックが、異なる金属を接合させて閉じた回路にしたとき、両者の接点に温度差があると電流が発生するというゼーベック効果を発見。
- 1822年 - アンペールが、電流を流した2本の導線間に働く力が、電流の積に比例し、距離に反比例することを確認。
- 1823年 - ウィリアム・スタージャンが、最初の電磁石を発明。
- 1824年 - アラゴが、円板の周辺に沿って磁石を回転させると、円板も同じ方向に回転するというアラゴーの回転板の原理を発見。
- 1826年 - ゲオルク・オームが、電圧と電流、電気抵抗の関係を表したオームの法則を発見。
- 1831年 - ファラデーが、導線を通り抜ける磁力線の数が時間的に変化すると、導線に誘導起電力発生するというファラデーの電磁誘導の法則を発見。
- 1834年 - ハインリヒ・レンツが、電磁誘導による誘導電流は、それを生み出す磁石の動きを妨げる方向に流れるというレンツの法則を発見。
- 1837年 - ファラデーが、電磁場は、近接する媒体に伝わって周囲に影響を及ぼすという近接媒体電磁場説を提唱。
- 1840年 - ジェームズ・プレスコット・ジュールが、電気が熱に変わるとき、その発熱量と電力、時間の関係を表したジュールの法則を発見。
- 1842年 - ジョセフ・ヘンリーが、コンデンサの電荷をコイルで放電させると、電気振動が発生することを発見。
- 1856年 - ジェームズ・クラーク・マクスウェルが、電磁気の第1の論文「ファラデーの力線について」を発表。これによって、電気現象を数学的に表現。
- 1859年 - ガストン・プランテが、充電ができる鉛蓄電池（二次電池）を発明。
- 1861年 - マクスウェルが、第2の論文「物理的力線について」を発表。電磁場理論を発表。
- 1864年 - マクスウェルが、第3の論文「電磁場の動力学的理論」で、電磁波の存在を予言。
- 1870年 - ゼノブ・グラムが長時間運転可能な発電機を実用化。
- 1873年 - マクスウェルが、電磁気に関する研究の集大成として「電磁気学」を発表。光が電磁気学的現象であることを明言する。
- 1875年 - ジョン・カーが、いくつかの液体で電気的に引き起こされる複屈折を発見する。
- 1876年 - アレクサンダー・グラハム・ベルが、電話機を発明。人の声を電流に変換して初めて送信。
- 1879年 - デイビッド・エドワード・ヒューズが、炭素粉末の接触抵抗が、音波によって変化する現象を発見。後の検波器の実現に貢献した。
- 1883年 - ウィリアム・スタンレーが、変圧器の原理の基礎となる逆起電力理論を提唱。
- 1885年 - ジョン・フレミングが、フレミングの右手の法則（発電機の原理）を発表。後に左手の法則（モーターの原理）も。
- 1888年 - ハインリヒ・ヘルツが、マクスウェルの予言した電磁波説を、火花発生装置と火花検出器を用いた実験で証明。
- 1889年 - エドアール・ブランリーが、無線電信の受信用検波器を発明。
- 1895年 - アレクサンドル・ポポフが、ブランリーが発明した検波器を改良して実用化。
- 1895年 - ヴィルヘルム・レントゲンが、X線を発見。
- 1901年 - グリエルモ・マルコーニが、火花放電による電磁波の大西洋横断通信に成功。